# 拟哈巴乌头
拟哈巴乌头（学名：Aconitum chuianum）为毛茛科乌头属下的一个种。

## 扩展阅读
維基物種上的相關：拟哈巴乌头